# Trichosia filispina
Trichosia filispina är en tvåvingeart som beskrevs av Menzel och Werner Mohrig 1997. Trichosia filispina ingår i släktet Trichosia och familjen sorgmyggor. Inga underarter finns listade i Catalogue of Life.